# 野島崎
野島崎（のじまざき）は、関東平野最南端に位置する千葉県南房総市の太平洋に突出する岬。
国土地理院の地図上の表記は「野島崎」、海上保安庁の海図上の表記は「野島埼」である。岬には野島埼灯台が屹立する。南房総国定公園に含まれる景勝地。岬一帯は白浜野島崎公園として整備されている。

## 概要

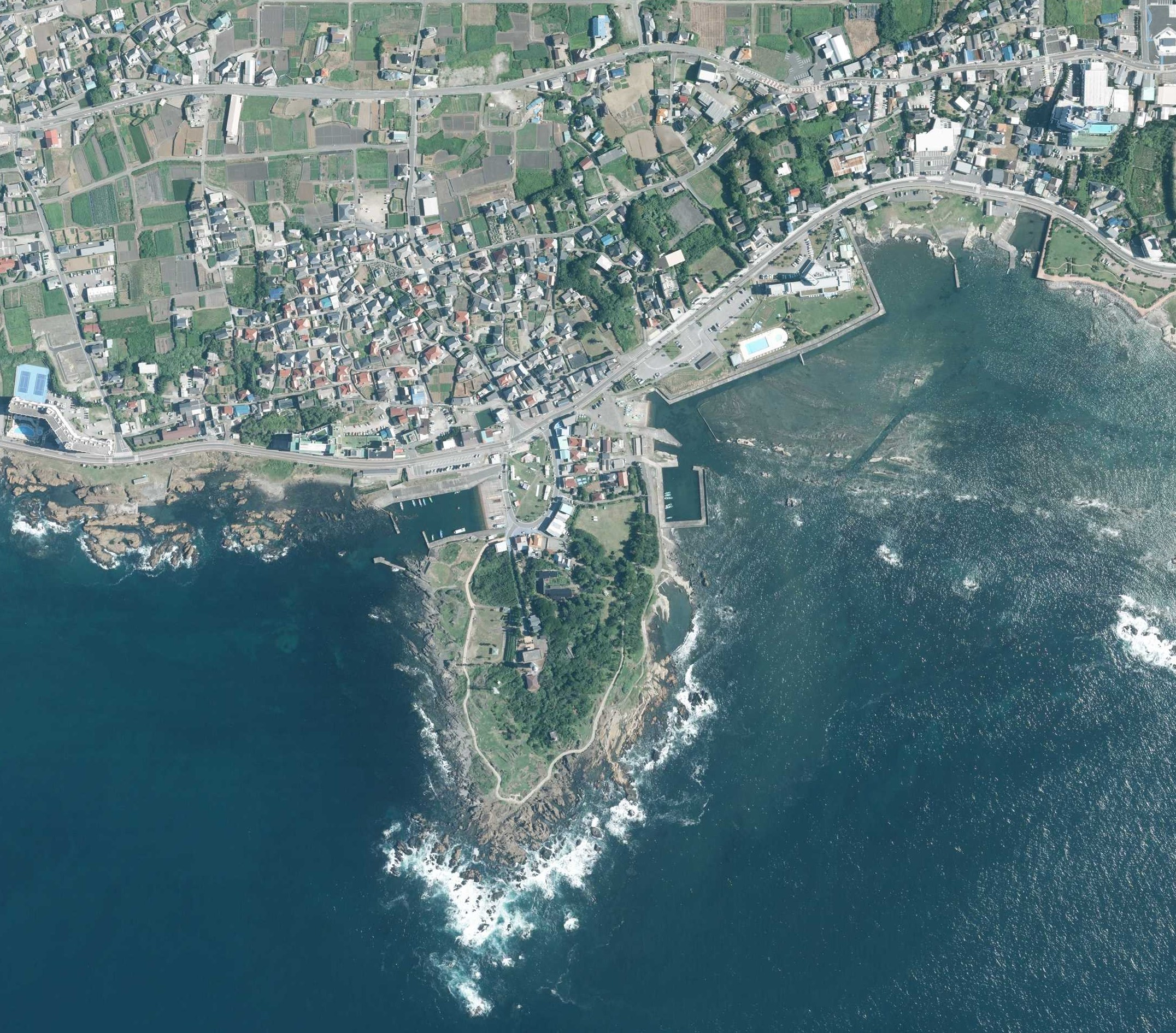
野島崎の航空写真
（ 2017年撮影）

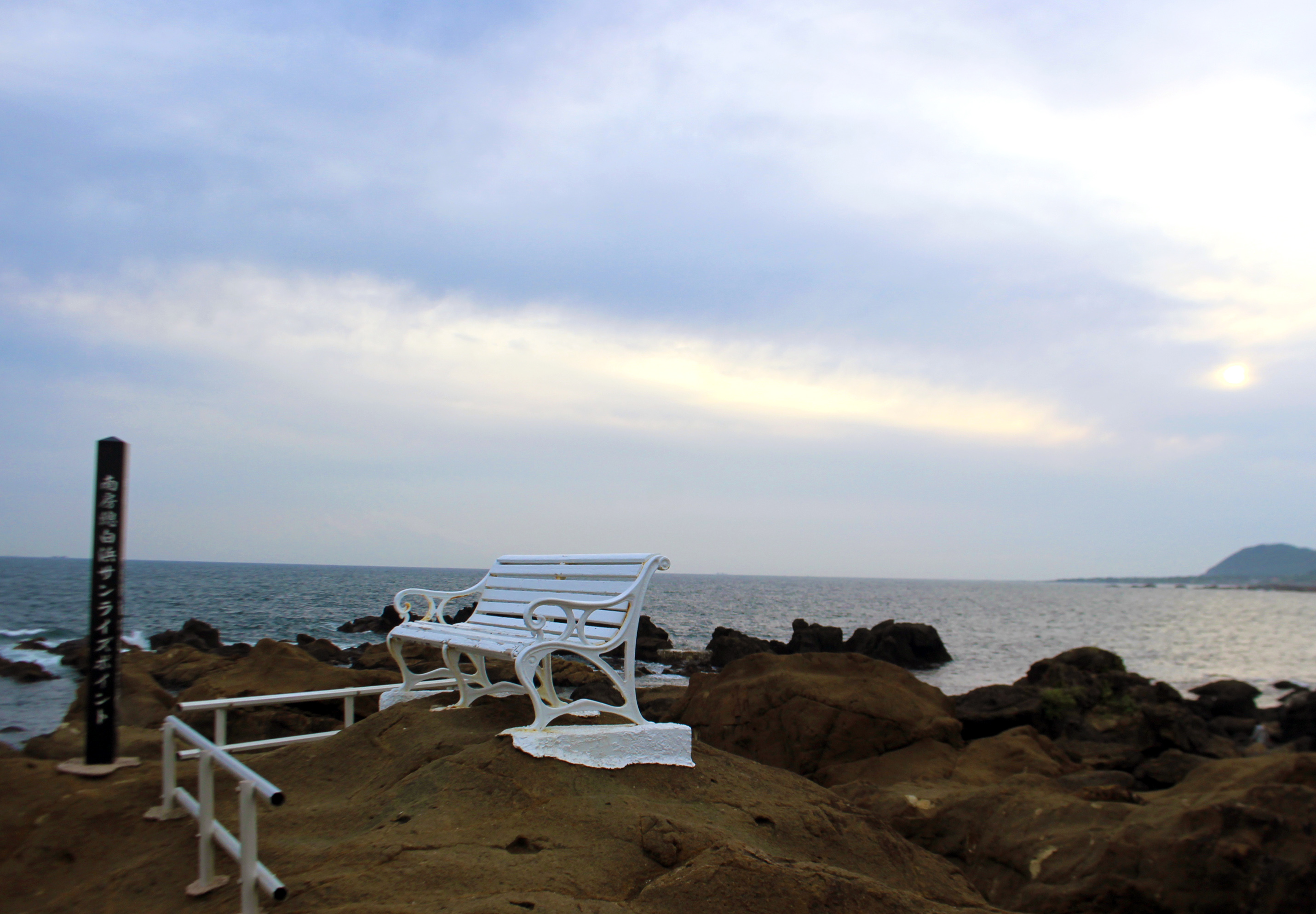
岬先端に位置するラバーズ・ベンチ

千葉県および関東地方の最南端、丸い台地状で約500メートルにわたって太平洋に突出している。古くから南房総の壮観と崇美を集め、文人墨客が好んで来遊し多くの詩歌や伝説が残されてきた名勝の地である。岬先端の高台にはラバーズ・ベンチが整備されており、朝日と夕日の両方が同時に見えるデートスポットとして人気を集めている。野島崎沖は太平洋から東京湾に入る重要な航路で船舶の往来が多くみられる。
古くは房総半島と離れた島であり野島と呼ばれたが、1703年（元禄16年）の元禄大地震で隆起し、地続きとなったという説がある。しかし、元禄大地震の7ヶ月後に書かれた法界寺（白浜海洋美術館付近にかつてあった寺院）届書に「野島崎は津波の後に地形が変わった」と記されているため、地震以前から野島崎は存在しており、すでに一部が陸続きであったという説も存在する。
気象庁は野島崎南端を津波予報区における境界として定めており、野島崎南端以西の千葉県沿岸（富津岬まで）を千葉県内房、野島崎南端以東の太平洋沿岸（千葉県部分）を千葉県九十九里・外房としている。

## 歴史
江戸時代中期になると、石高制と参勤交代制により、幕府城米、諸藩蔵米などの海上輸送が展開する。さらに諸商品の海外輸送も盛んとなり、城下町・港町・三都（大阪・京都・江戸） を結ぶ海運のネットワークが整っていった。 そこで1670年（寛文10年）に江戸幕府は江戸商人河村瑞賢に東廻り航路の整備を命じる。
東北の石巻や荒浜などの積出港からいったん外海に出て、鹿島灘沖から銚子河口付近に入り、そこから利根川をさかのぼって江戸に入る航路（銚子内海江戸廻り）が利用され、時間も距離も短縮できるが、波の荒い鹿島灘を横切り、暗礁を避けて銚子漁港に入港するという危険性の高いものであった。そのため、東北の積出港から銚子沖、野島崎沖を通り、そして伊豆の下田に入り、そこから再び江戸に入る航路（外海江戸廻り）も利用されるようになる。
野島崎周辺も海難事故の多発する海域として知られ、1866年（慶応2年）5月、アメリカ、イギリス、フランス、オランダの4ヶ国と結んだ「改税条約」（別名・江戸条約）によって野島埼灯台の建設が進んだ。1870年1月19日（明治2年）12月18日に日本の洋式灯台では2番目に初点灯した。野島崎は東京湾に出入りする船舶にとっては昔からの重要ポイントだったので他の灯台に先立って建設されたが、1970年代には大型貨物船の沈没が相次いだ事もある。

## 観光

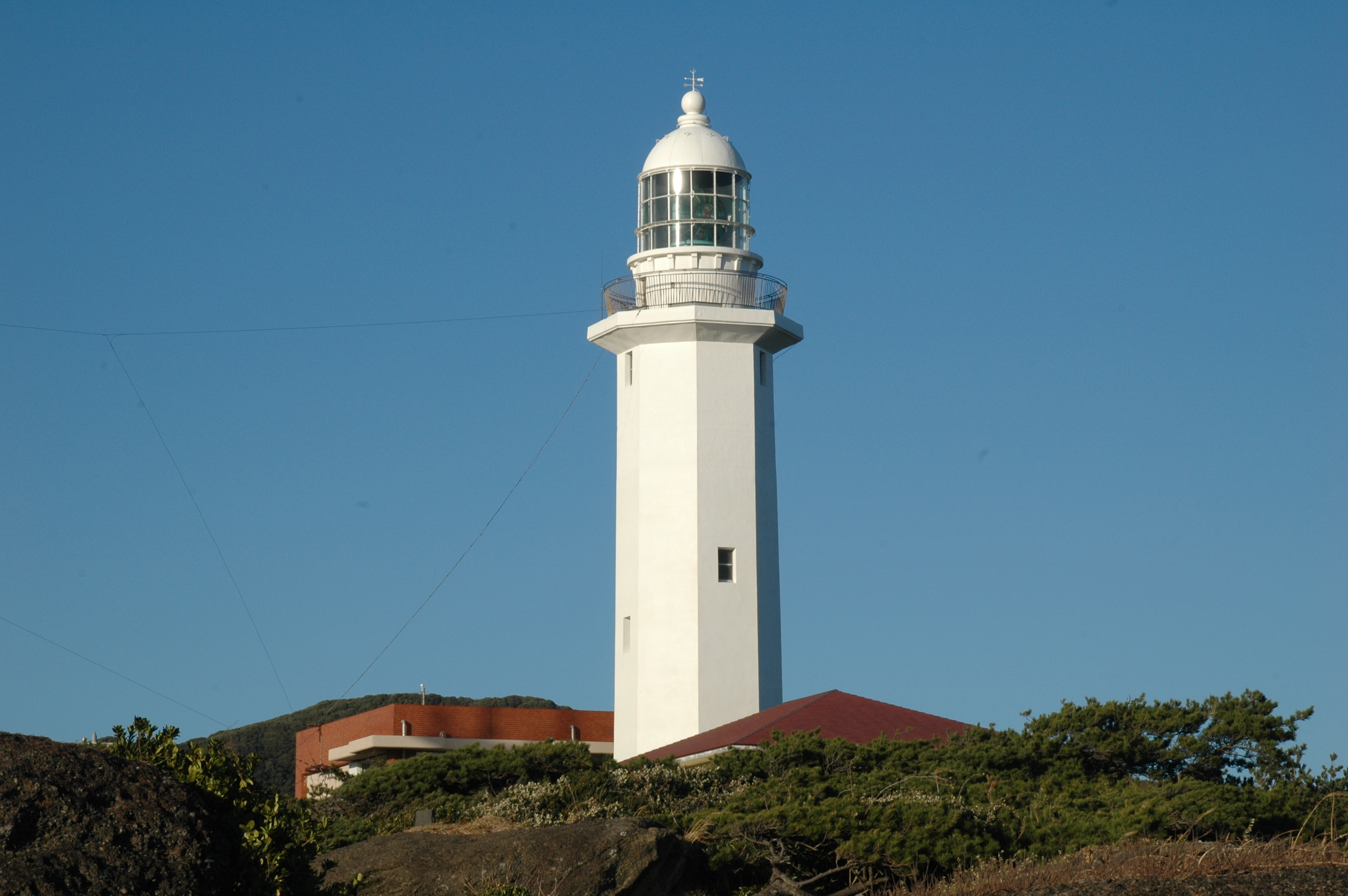
野島埼灯台

岬内には、豊富な自然環境のほか、博物館や史跡などがある。また、岬を一周する遊歩道が整備されている。

### 博物館
- 白浜海洋美術館
- 灯台資料展示館（きらりん館）

### 史跡
- 野島埼灯台
- 頼朝の隠れ岩屋

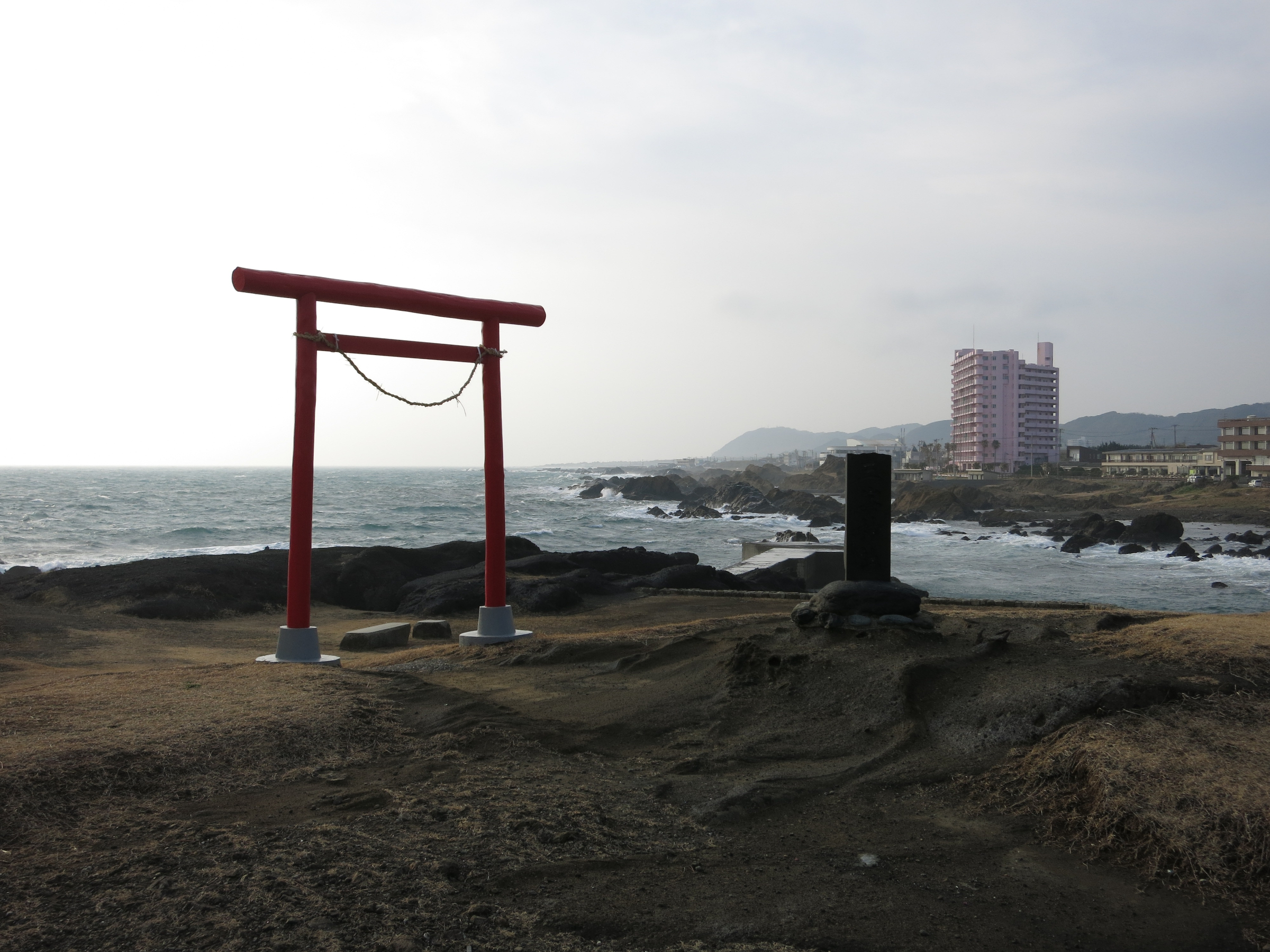
厳島神社
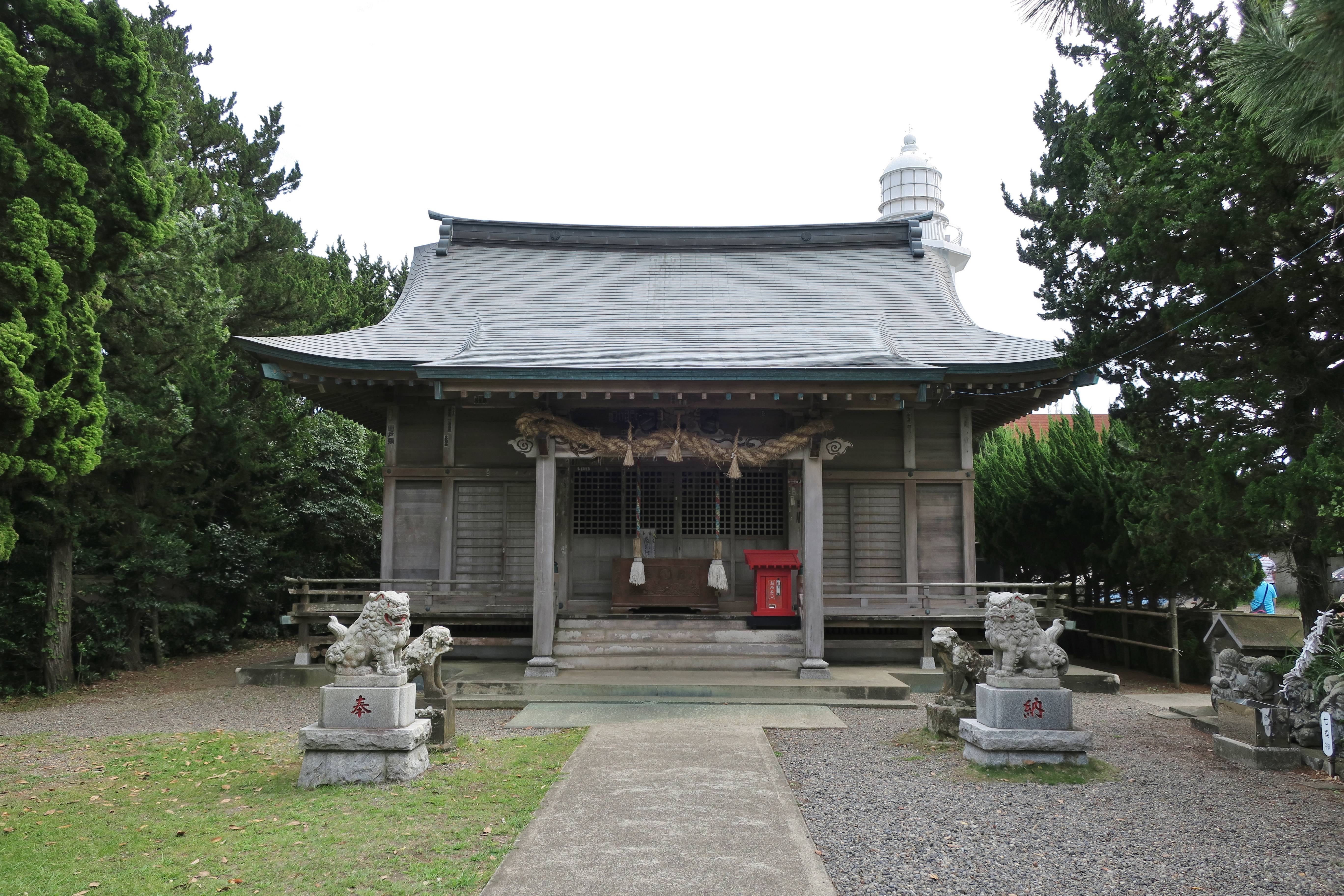
三峯神社
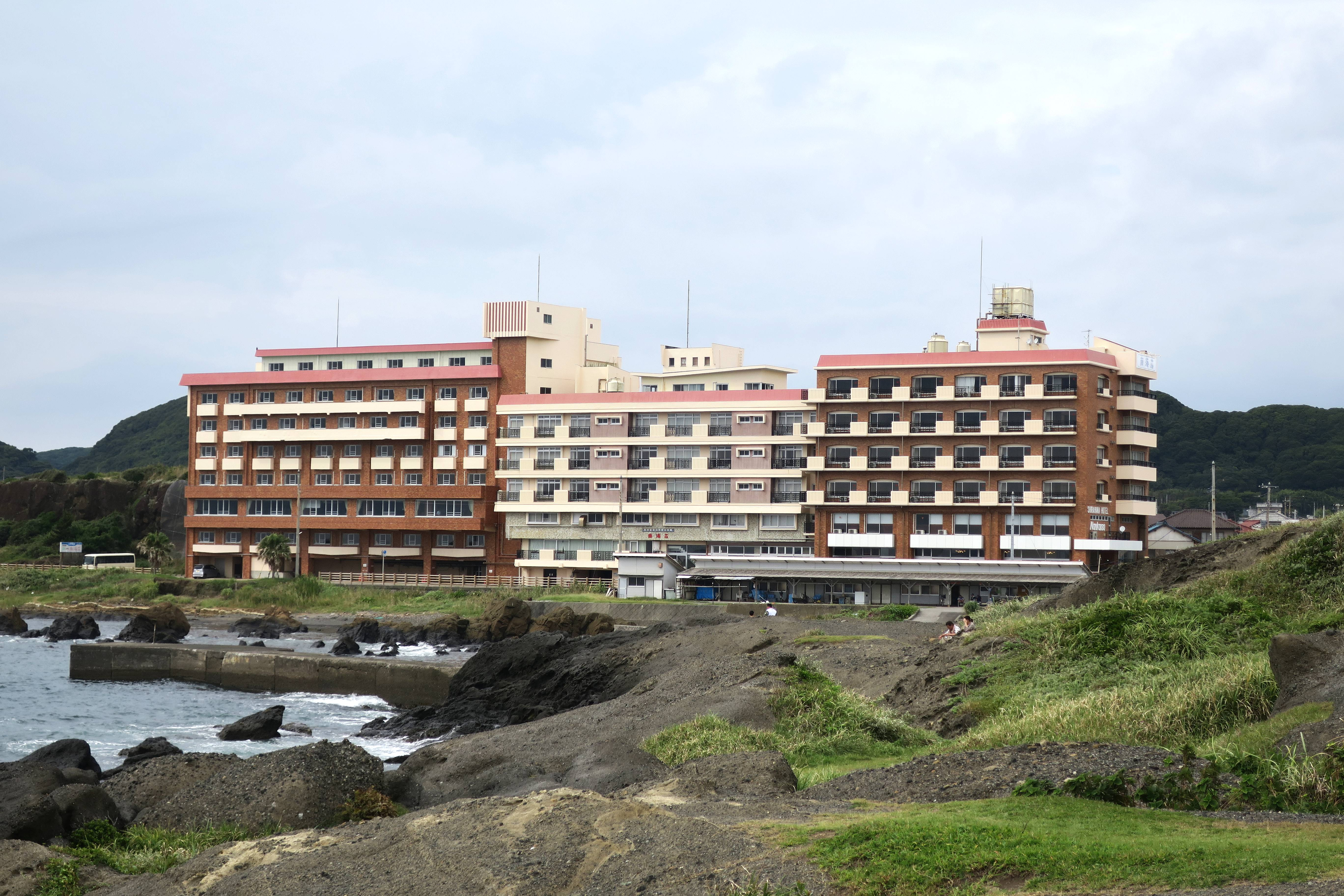
ホテル南海荘

- 稲荷社
- 金比羅宮

- 三峯神社
- 厳島神社
- ホテル南海荘

## 頼朝の隠れ岩屋
1180年（治承4年）、伊豆国の石橋山の戦いに敗れた源頼朝は安房国に逃れてくると、味方を増やそうと精力的に動き、白浜の野島にも立ち寄ったとされる。野島では、祀られている弁天堂にかたわらの岩へ「野島山」の三文字を刻み、武運再興の願掛けをしたが突然の時雨に合い、近くの岩屋に身を寄せ雨を凌いだという。
岩屋は「伝説の岩屋」と称し、その岩屋には深海に棲むという創造の大蛸が海神として祀られた。その大蛸の海神は、海面を鎮め、豊漁を授け、そして人々に幸をもたらすとされ、大鮑やサザエの殻が供えられ、そこに願いを掛けた賽銭を投げ、貝の中へ入れば開運が訪れる（貝運と開運の掛詞）とされている。

## 白浜野島崎園地

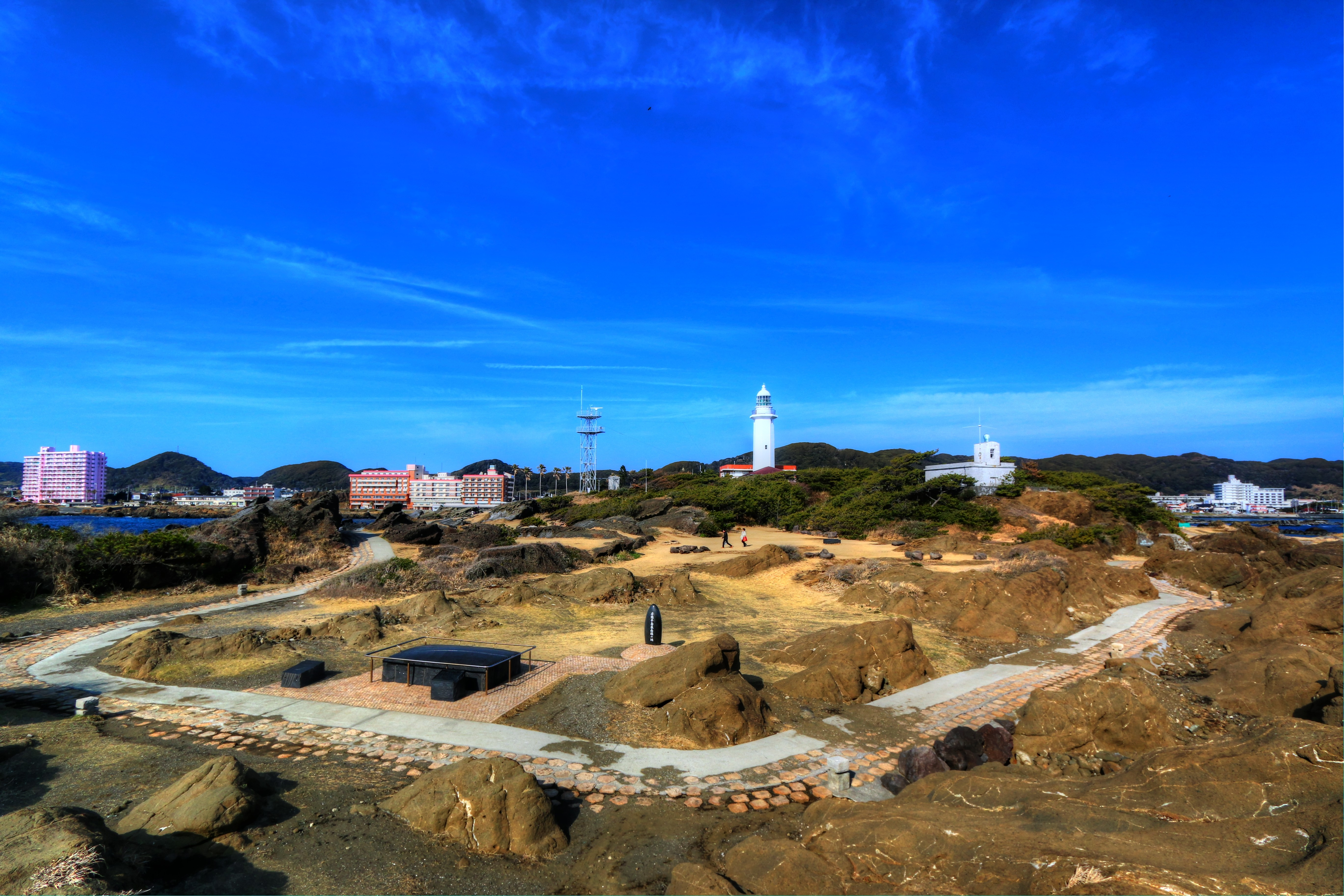
野島崎遊歩道

白浜野島崎園地（しらはまのじまざきえんち）は、野島崎一帯の園地である。千葉県立の自然公園施設として11.86ヘクタールが整備されている。
芝生や遊歩道、駐車場が整備されており、周辺にはレストランやホテル、お土産店などの施設がある。野島崎灯台を一周する磯伝いの遊歩道が整備されており、白亜の灯台を中心に希少な植物や岩礁風景を鑑賞できる。
| 自然公園名 | 南房総国定公園           |
| 施設の種類 | 園地、駐車場             |
| 所在地     | 南房総市白浜町白浜       |
| 面積       | 11.86ヘクタール          |
| 施設       | 園地、駐車場、公衆トイレ |
| 管理       | 南房総市                 |

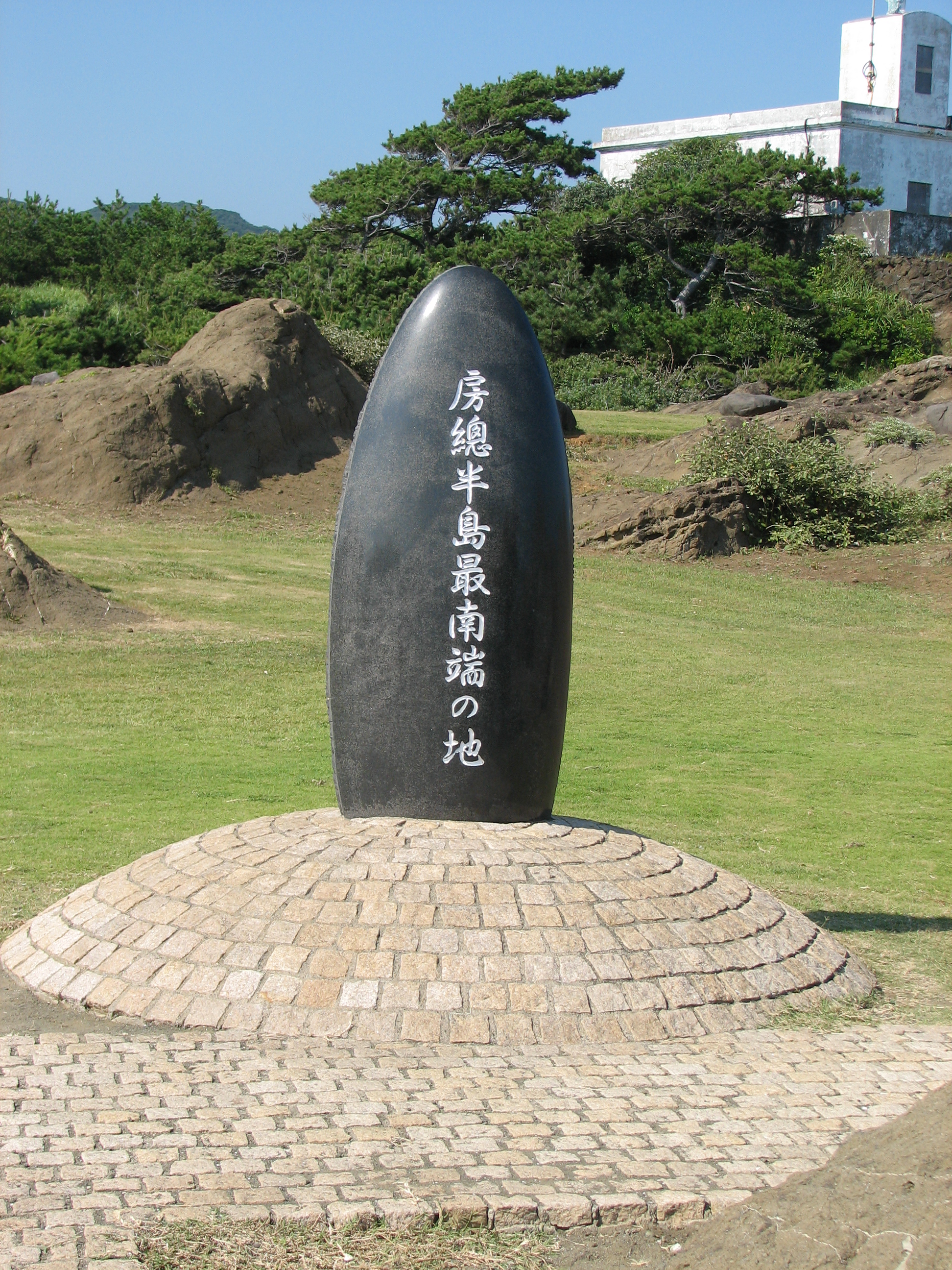
房総半島最南端の地石碑
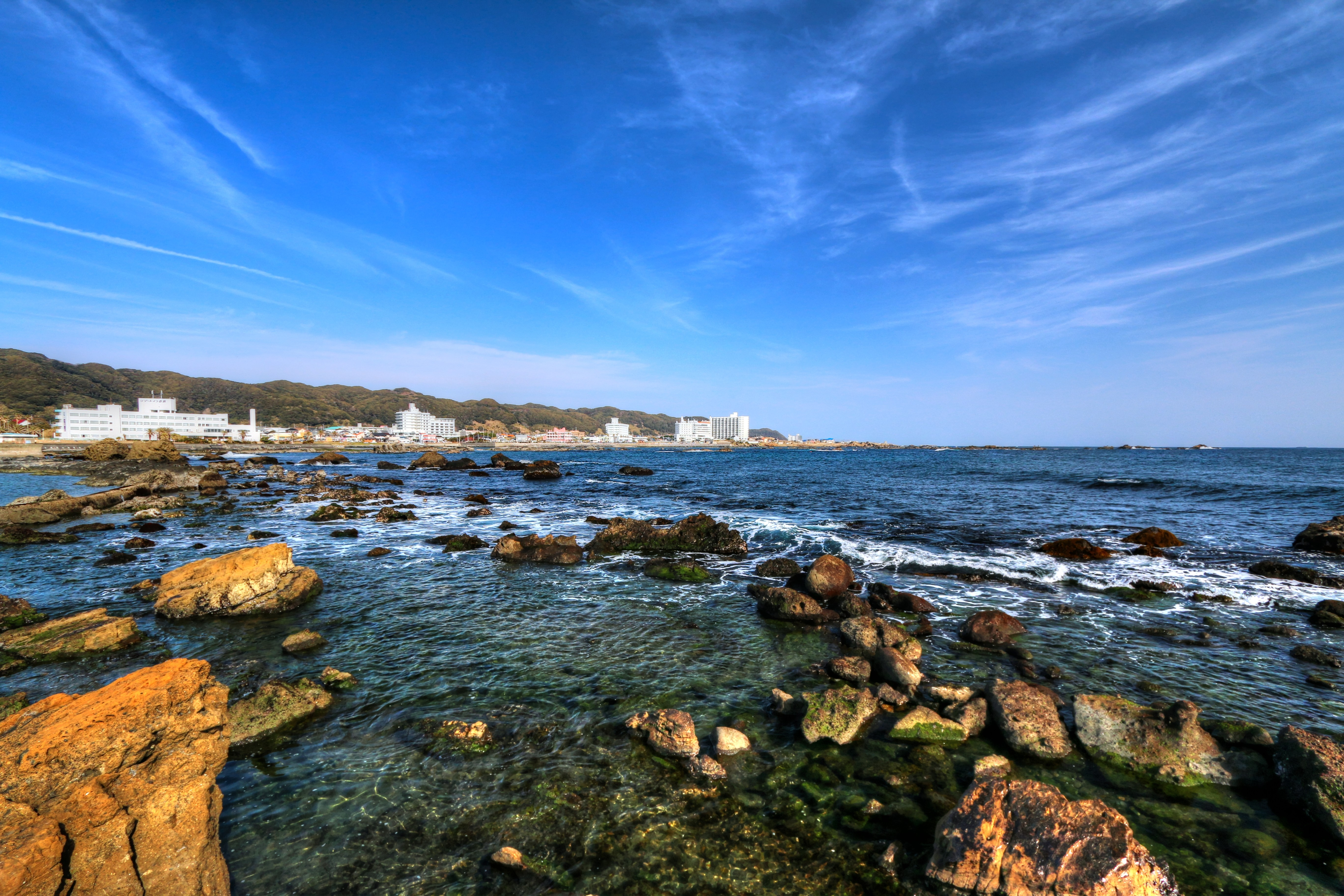
野島崎周辺の岩礁
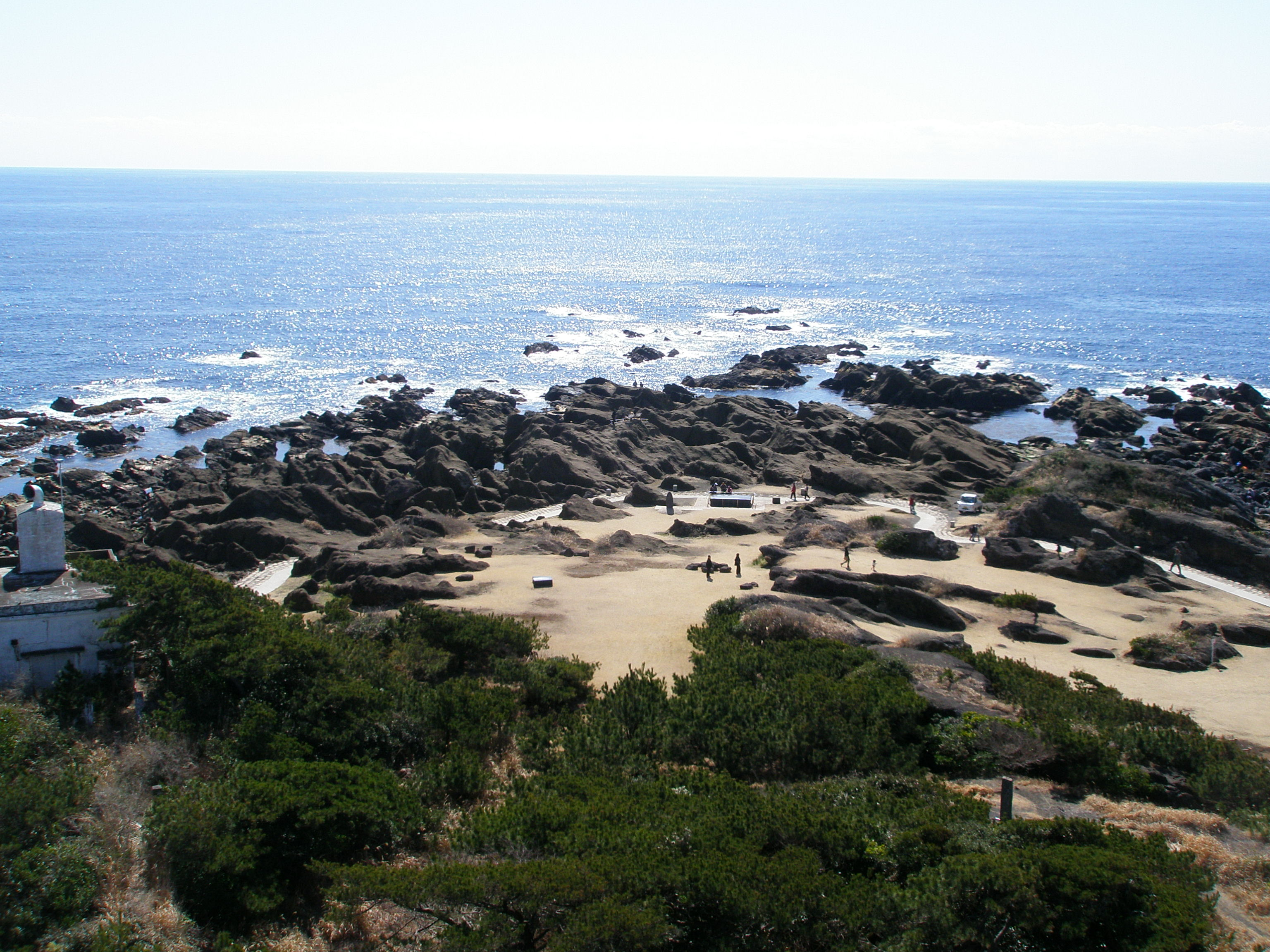
野島埼灯台より南側を望む

## 周辺
- 道の駅白浜野島崎
- 白浜温泉
- 白浜海岸

## アクセス
- 公共交通機関
  - JR内房線 館山駅経由：館山駅下車、安房白浜行・JRバス関東 野島崎灯台下車、安房白浜行・日東交通 野島崎灯台口下車
  - JRバス関東・日東交通 房総なのはな号：東京駅八重洲口 - 館山駅・安房白浜
  - ちばシティバス・日東交通・館山日東バス 南総里見号：千葉みなと駅・千葉中央駅・千葉駅 - 館山駅・安房白浜
- 自動車
  - 高速道路
    - 東京湾アクアライン・館山自動車道「富浦インターチェンジ」

  - 一般道路
    - 国道410号
    - 房総フラワーライン

  - 駐車場
    - 無料駐車場 白浜野島崎公園駐車場有